# Sunil Munshi
Sunil Kader Martin Munshi, född 9 maj 1972 i Danderyd, är en svensk skådespelare. Han var även med i bandet Sissy Prozac tillsammans med Ola Rapace. Han är bror till Isabel Munshi.
Munshi är regissör av Melodifestivalen 2018.

## Filmografi
- 1999 – Snutarna (TV-serie)
- 1999 – Sjätte dagen
- 2000 – Eldsjälen
- 2000 – Vingar av glas
- 2002 – Livet i 8 bitar
- 2002 – Hus i helvete
- 2003 – The Evil
- 2003 – Tusenbröder (TV-serie)
- 2005 – Kvalster (TV-serie)
- 2006 – Förortsungar
- 2006 – Om Gud vill
- 2007 – Bror och syster (TV-serie)
- 2008 – Oskyldigt dömd (TV-serie)
- 2008 – Åkalla (TV-serie)
- 2009 – Flickan som lekte med elden
- 2009 – Piyalir Password
- 2010 – Hotell Gyllene Knorren (TV-serie)
- 2016 – Halvvägs till himlen (TV-serie) (gästroll)
- 2021 – Deg (TV-serie)

## Teater

### Roller (ej komplett)
| År   | Roll | Produktion                          | Regi          | Teater                 |
| ---- | ---- | ----------------------------------- | ------------- | ---------------------- |
| 2003 | Erik | Krazy Jerrys mobila disco Gary Owen | Sara Cronberg | Stockholms stadsteater |

### Regi (ej komplett)
| År   | Produktion                                                          | Upphovsmän                                                                    | Teater                   |
| ---- | ------------------------------------------------------------------- | ----------------------------------------------------------------------------- | ------------------------ |
| 2010 | Negerns och hundarnas kamp Combat de nègre et de chiens             | Bernard-Marie Koltès Översättning Katarina Frostenson och Jean Claude Arnault | Teater Giljotin          |
| 2012 | Fucking måsen Чайка, Chajka                                         | Anton Tjechov Översättning Lars Kleberg                                       | Uppsala stadsteater      |
| 2013 | Vem är rädd för Virginia Woolf? Who's Afraid of Virginia Woolf?     | Edward Albee Översättning Östen Sjöstrand                                     | Uppsala stadsteater      |
| 2015 | Diktatorsfruar Ich bin wie ihr, ich liebe Äpfel                     | Theresia Walser Översättning Marc Mathiesen                                   | Uppsala stadsteater      |
| 2016 | Den goda människan i Sezuan Der gute Mensch von Sezuan              | Bertolt Brecht Översättning Peter Hallberg                                    | Uppsala stadsteater      |
| 2017 | Petra von Kants bittra tårar Die bitteren Tränen der Petra von Kant | Rainer Werner Fassbinder Översättning Lars Bjurman                            | Dramaten                 |
| 2021 | Mammorna                                                            | Alexandra Pascalidou, Sunil Munshi och Lisa Lindén                            | Riksteatern              |
| 2022 | Mandomsprovet The Graduate                                          | Terry Johnson Översättning Pamela Jaskoviak                                   | Kulturhuset Stadsteatern |
| 2023 | Hamlet                                                              | William Shakespeare Översättning Sture Pyk                                    | Kulturhuset Stadsteatern |
| 2025 | Amadeus                                                             | Peter Shaffer Översättning Göran O. Eriksson                                  | Kulturhuset Stadsteatern |

### Scenografi
| År   | Produktion                                                          | Upphovsmän                                         | Regi         | Teater                   | Noter                         |
| ---- | ------------------------------------------------------------------- | -------------------------------------------------- | ------------ | ------------------------ | ----------------------------- |
| 2017 | Petra von Kants bittra tårar Die bitteren Tränen der Petra von Kant | Rainer Werner Fassbinder Översättning Lars Bjurman | Sunil Munshi | Dramaten                 | Tillsammans med Linus Fellbom |
| 2022 | Mandomsprovet The Graduate                                          | Terry Johnson Översättning Pamela Jaskoviak        | Sunil Munshi | Kulturhuset Stadsteatern | Tillsammans med Linus Fellbom |
| 2023 | Hamlet                                                              | William Shakespeare Översättning Sture Pyk         | Sunil Munshi | Kulturhuset Stadsteatern |                               |
| 2025 | Amadeus                                                             | Peter Shaffer Översättning Göran O. Eriksson       | Sunil Munshi | Kulturhuset Stadsteatern | Tillsammans med Linus Fellbom |